# Колотинская, Елена Николаевна
Елена Николаевна Колоти́нская (14 мая 1923, Казань — 1 мая 1996, Москва) — советский ученый-юрист в области теории правового регулирования природоресурсовых кадастров, правовых проблем учёта и оценки земель и иных природных ресурсов, доктор юридических наук, профессор юридического факультета Московского государственного университета имени М. В. Ломоносова.

## Биография
Елена Николаевна Колотинская родилась 14 мая 1923 года в семье профессора юридического факультета Казанского университета Николая Диомидовича Колотинского — российского правоведа, автора фундаментальных трудов по истории римского права, в том числе курса лекций «История римского права».
После смерти Николая Диомидовича, в 1927 году семья переезжает сначала в Киев, а затем, в 1934 году — в Москву.
В 1943 году Е. Н. Колотинская поступила на первый курс Московского юридического института, который окончила с отличием в 1947 году, получив квалификацию «юрист». В том же году она поступила в аспирантуру. В 1951 году на кафедре земельного и колхозного права Московского юридического института Е. Н. Колотинская защитила кандидатскую диссертацию по теме: «Колхозный двор (правовые вопросы)» — научный руководитель доктор юридический наук, профессор Н. Д. Казанцев.

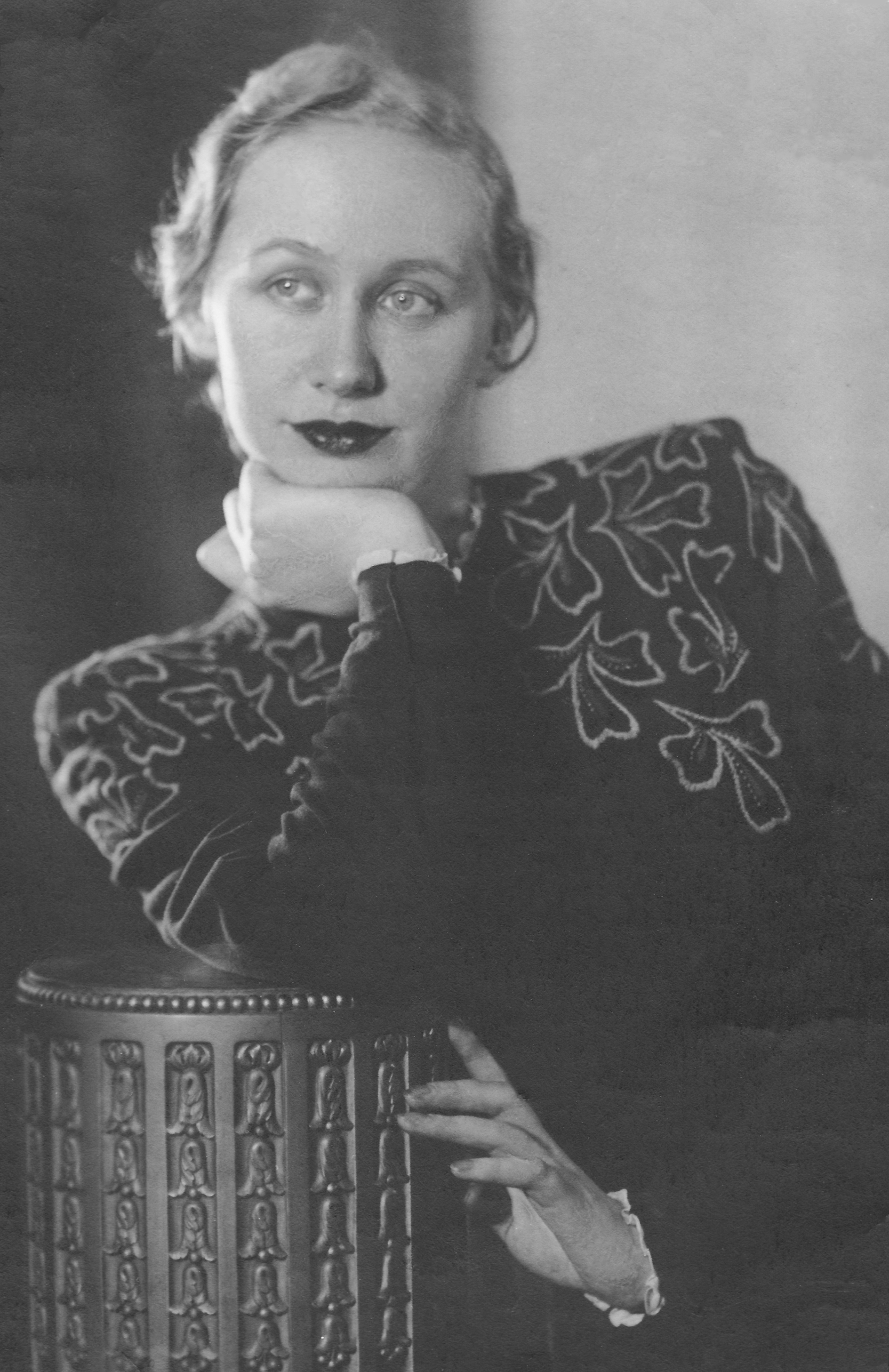
Е. Н. Колотинская в ноябре 1949 г.

В июле 1951 года Елена Николаевна была направлена по распределению на работу в качестве старшего преподавателя в Латвийский государственный Университет им. П. И. Стучки.
В 1953 году Е. Н. Колотинская возвращается в Москву и начинает преподавать в Московском юридическом институте. После слияния в 1954 году Московского юридического института с юридическим факультетом Московского государственного университета имени М. В. Ломоносова она занимает должность ассистента кафедры колхозного и земельного права. С этого времени вся её дальнейшая жизнь самым тесным образом связана с МГУ. В 1959 году она была переведена на должность старшего преподавателя, а в 1963 году на должность доцента.
В 1988 году Е. Н. Колотинская защитила докторскую диссертацию по теме «Правовые проблемы теории государственных кадастров природных ресурсов в СССР». С марта 1992 года и до конца жизни Е. Н. Колотинская работала в должности профессора кафедры экологического и земельного права юридического факультета МГУ.
Елена Николаевна Колотинская скончалась в Москве 1 мая 1996 года.

## Преподавательская и научная деятельность
Основная сфера научных интересов Елены Николаевны Колотинской связана с развитием теории правового регулирования природоресурсовых кадастров, с исследованием правовых проблем учёта и оценки земель и иных природных ресурсов.
В 1961—1963 годах под руководством и в соавторстве с Н. Д. Казанцевым Еленой Николаевной Колотинской были опубликованы статьи и учебные пособия по методике преподавания правовой охраны природы, в том числе учебное пособие «Правовая охрана природы в СССР». Именно эти работы положили начало преподаванию нового предмета «Правовая охрана природы» вначале на юридическом факультете МГУ, а затем и во всех юридических вузах страны.
Еленой Николаевной Колотинской внесен существенный вклад в развитие таких отраслей права, как земельное, природоресурсное и экологическое право. Предложения Е. Н. Колотинской о понятии земельного кадастра, его целях и задачах, изложенные в статье «Каким быть кадастру», получили отражение при принятии Основ земельного законодательства Союза ССР и союзных республик (Раздел VIII. Государственный земельный кадастр), закрепивших впервые в общесоюзном законодательстве введение земельного кадастра в стране.
Е. Н. Колотинская являлась членом Научного совета Главного управления охраны природы Министерства сельского хозяйства СССР.
Автор более 50 научных трудов, в том числе четырёх фундаментальных монографий по проблемам земельного кадастра и кадастров природных ресурсов. Эти монографии также содержат весьма объемное историческое исследование в области норм, регулирующих земельные отношения в России, начиная с XV века и заканчивая 90-ми годами XX века.
На юридическом факультете Московского государственного университета Еленой Николаевной Колотинской читались лекционные курсы «Советское земельное и колхозное право», «Основы гражданского права стран народной демократии», «Природно-ресурсовое право», «Правовая охране окружающей среды»; специальные курсы «Лесное право», «Водное право», а также спецсеминар «Правовые основы земельного кадастра в СССР».

## Награды
В 1986 году Е. Н. Колотинская награждена медалью «Ветеран труда».

## Семья
- Отец — Колотинский, Николай Диомидович (1867—1927), российский правовед, профессор Казанского университета, специалист в области римского права. Автор фундаментальных трудов по истории римского права.
- Мать — Колотинская (Вахонина), Зоя Васильевна (1899—1959), дочь чистопольского купца I гильдии Вахонина Василия Филипповича.

## Основные публикации
1. Колотинская Е.Н. Правовые основы земельного кадастра в России. — М.: Изд-во Моск. ун-та, 1968. — 272 с.
2. Колотинская Е.Н. Правовые основы советского земельного кадастра. Часть первая. — М.: Изд-во Моск. ун-та, 1974. — 331 с.
3. Колотинская Е.Н. Правовые основы советского земельного кадастра. Часть вторая. — М.: Изд-во Моск. ун-та, 1974. — 183 с.
4. Колотинская Е.Н. Правовые вопросы теории государственного земельного кадастра в СССР. — М.: Изд-во Моск. ун-та, 1982. — 126 с.
5. Колотинская Е.Н. Правовые основы природноресурсовых кадастров в СССР. — М.: Изд-во Моск. ун-та, 1986. — 131 с.
6. Колотинская Е.Н. Главы I—VII // Земельное право России / под ред. проф. В. В. Петрова. — М.: Стоглавъ, 1995. — С. 4—139.
7. Казанцев Н.Д., Колотинская Е.Н. Правовая охрана природы в СССР: учеб. пособие. — М.: Госюриздат, 1962. — 134 с.
8. Колотинская Е.Н. Правовая охрана природы в СССР / под ред. проф. Н.Д. Казанцева. — М.: Изд-во Моск. ун-та, 1962. — 196 с.
9. Колотинская Е.Н. Правовое положение колхозного двора. — М.: Изд-во Моск. ун-та, 1957. — 56 с.
10. Колотинская Е.Н. Право личной собственности колхозного двора. — М.: Госюриздат, 1957. — 35 с.
11. Колотинская Е.Н. Колхозный двор (правовые вопросы): дис. … канд. юрид. наук. — М., 1951. — 275 с.
12. Колотинская Е.Н. Правовые проблемы теории государственных кадастров природных ресурсов в СССР: дис. … док. юрид. наук. — М., 1988. — 435 с.
13. Колотинская Е.Н. Каким быть кадастру // Известия : газета. — 1968. — 12 ноября (№ 265).